# Alleanza per una Srpska Democratica
Alleanza per una Srpska Democratica (in serbo Savez za Demokratsku Srpsku - SDS; Савез за демократску Српску) è un partito politico fondato in Bosnia ed Erzegovina nel 2010.
Il suo leader è Dragan Kalinić, già presidente del Partito Democratico Serbo.